# Unsere kleine Farm/Episodenliste
Diese Episodenliste enthält alle Episoden der US-amerikanischen Serie Unsere kleine Farm. Die Fernsehserie umfasst 9 Staffeln mit 204 Folgen sowie 6 Fernsehfilme.

## Pilotfilm
| Nr. (gesamt) | Nr. (Staffel) | Deutscher Titel                                                                       | Originaltitel               | Erstausstrahlung (US) | Erstausstrahlung (D) |
| ------------ | ------------- | ------------------------------------------------------------------------------------- | --------------------------- | --------------------- | -------------------- |
| Pilot        | Pilot         | Unsere kleine Farm (TV) / Pioniere der Prärie – Der lange Weg nach Westen (Video/DVD) | Little House on the Prairie | 30. März 1974         | 30. Mai 1976         |

## Staffel 1
| Nr. (gesamt) | Nr. (Staffel) | Deutscher Titel              | Originaltitel                   | Erstausstrahlung (US) | Erstausstrahlung (D) |
| ------------ | ------------- | ---------------------------- | ------------------------------- | --------------------- | -------------------- |
| 1            | 1             | Das neue Land                | A Harvest of Friends            | 11. September 1974    | 13. Juni 1976        |
| 2            | 2             | Der erste Schultag           | Country Girls                   | 18. September 1974    | 27. Juni 1976        |
| 3            | 3             | Weiter Weg                   | 100 Mile Walk                   | 25. September 1974    | 4. Juli 1976         |
| 4            | 4             | Der Freund                   | Mr. Edward’s Homecoming         | 2. Oktober 1974       | 11. Juli 1976        |
| 5            | 5             | Erste Liebe                  | The Love of Johnny Johnson      | 9. Oktober 1974       | 18. Juli 1976        |
| 6            | 6             | Geburtstagsfeier             | If I Should Wake Before I Die   | 23. Oktober 1974      | 1. August 1976       |
| 7            | 7             | Meine Party – Deine Party    | Town Party, Country Party       | 30. Oktober 1974      | 8. August 1976       |
| 8            | 8             | Mutter macht Ferien          | Ma’s Holiday                    | 6. November 1974      | 15. August 1976      |
| 9            | 9             | Die Aushilfslehrerin         | School Mom                      | 13. November 1974     | 30. September 1989   |
| 10           | 10            | Der Waschbär                 | The Racoon                      | 20. November 1974     | 22. August 1976      |
| 11           | 11            | Eine Glocke für Walnut Grove | The Voice of Tinker Jones       | 4. Dezember 1974      | 1. Oktober 1989      |
| 12           | 12            | Der Preis                    | The Award                       | 11. Dezember 1974     | 13. Februar 1977     |
| 13           | 13            | Lauras Eifersucht (1)        | The Lord is My Shepherd: Part 1 | 18. Dezember 1974     | 15. Oktober 1989     |
| 14           | 14            | Lauras Eifersucht (2)        | The Lord is My Shepherd: Part 2 | 18. Dezember 1974     | 21. Oktober 1989     |
| 15           | 15            | Tausche Pony gegen Ofen      | Christmas at Plum Creek         | 25. Dezember 1974     | 24. Mai 1994         |
| 16           | 16            | Ehekrach bei Oleson          | Family Quarrel                  | 15. Januar 1975       | 7. Oktober 1989      |
| 17           | 17            | Späte Liebe                  | Doctor’s Lady                   | 22. Januar 1975       | 29. August 1976      |
| 18           | 18            | Die Seuche                   | Plague                          | 5. Februar 1975       | 12. September 1976   |
| 19           | 19            | Der Gaukler                  | Circus Man                      | 29. Januar 1975       | 5. September 1976    |
| 20           | 20            | Graham hat Sorgen            | Child of Pain                   | 12. Februar 1975      | 8. Oktober 1989      |
| 21           | 21            | Goldene Saat                 | Money Crop                      | 19. Februar 1975      | 20. Februar 1977     |
| 22           | 22            | Schneesturm im Frühling      | Survival                        | 26. Februar 1975      | 14. Oktober 1989     |
| 23           | 23            | Die große, weite Welt        | To See the World                | 5. März 1975          | 22. Oktober 1989     |
| 24           | 24            | Gründungstag                 | Founder’s Day                   | 7. Mai 1975           | 19. September 1976   |

## Staffel 2
| Nr. (gesamt) | Nr. (Staffel) | Deutscher Titel                   | Originaltitel                   | Erstausstrahlung (US) | Erstausstrahlung (D) |
| ------------ | ------------- | --------------------------------- | ------------------------------- | --------------------- | -------------------- |
| 25           | 1             | Der reichste Mann in Walnut Grove | The Richest Man in Walnut Grove | 10. September 1975    | 28. Oktober 1989     |
| 26           | 2             | Brillenschlange                   | Four Eyes                       | 17. September 1975    | 27. Februar 1977     |
| 27           | 3             | Der Geizhals                      | Ebenezer Sprague                | 24. September 1975    | 6. März 1977         |
| 28           | 4             | Walnut Grove gegen Sleepy Eye     | In the Big Inning               | 1. Oktober 1975       | 4. November 1989     |
| 29           | 5             | Das verwunschene Haus             | Haunted House                   | 8. Oktober 1975       | 29. Oktober 1989     |
| 30           | 6             | Der Ausflug                       | The Camp-Out                    | 19. November 1975     | 27. März 1977        |
| 31           | 7             | Der Frühlingstanz                 | The Spring Dance                | 29. Oktober 1975      | 13. März 1977        |
| 32           | 8             | Mit einem Lächeln                 | Remember Me: Part 1             | 5. November 1975      | 5. November 1989     |
| 33           | 9             | Eine neue Familie                 | Remember Me: Part 2             | 12. November 1975     | 20. März 1977        |
| 34           | 10            | Am Ende des Regenbogens           | At the End of the Rainbow       | 10. Dezember 1975     | 3. April 1977        |
| 35           | 11            | Die Wundermedizin                 | The Gift                        | 17. Dezember 1975     | 12. November 1989    |
| 36           | 12            | Das Jagdgewehr                    | His Father’s Son                | 7. Januar 1976        | 19. November 1989    |
| 37           | 13            | Die Sprechmaschine                | The Talking Machine             | 14. Januar 1976       | 17. April 1977       |
| 38           | 14            | Nur Zweite                        | The Pride of Walnut Grove       | 28. Januar 1976       | 18. November 1989    |
| 39           | 15            | Die Blutvergiftung                | A Matter of Faith               | 4. Februar 1976       | 11. November 1989    |
| 40           | 16            | Abenteuerliche Fahrt              | The Runaway Caboose             | 11. Februar 1976      | 24. April 1977       |
| 41           | 17            | Der Störenfried                   | Troublemaker                    | 25. Februar 1976      | 15. Mai 1977         |
| 42           | 18            | Der lange Weg zurück              | The Long Road Home              | 3. März 1976          | 1. Mai 1977          |
| 43           | 19            | Ein Geschenk für Mutter           | For My Lady                     | 10. März 1976         | 8. Mai 1977          |
| 44           | 20            | Die Jahrhundertfeier              | Centennial                      | 17. März 1976         | 25. November 1989    |
| 45           | 21            | Der verlorene Sohn                | Soldier’s Return                | 24. März 1976         | 2. Dezember 1989     |
| 46           | 22            | Zurück nach Wisconsin?            | Going Home                      | 31. März 1976         | 26. November 1989    |

## Staffel 3
| Nr. (gesamt) | Nr. (Staffel) | Deutscher Titel                   | Originaltitel                 | Erstausstrahlung (US) | Erstausstrahlung (D) |
| ------------ | ------------- | --------------------------------- | ----------------------------- | --------------------- | -------------------- |
| 47           | 1             | Der Mann des Himmels              | The Collection                | 27. September 1976    | 7. April 1980        |
| 48           | 2             | Mein Pferd Bunny                  | Bunny                         | 4. Oktober 1976       | 23. März 1980        |
| 49           | 3             | Das Rennen                        | The Race                      | 11. Oktober 1976      | 30. März 1980        |
| 50           | 4             | Ein kleines Mädchen geht verloren | Little Girl Lost              | 18. Oktober 1976      | 13. April 1980       |
| 51           | 5             | Geisterstunde                     | The Monster of Walnut Grove   | 1. November 1976      | 3. Dezember 1989     |
| 52           | 6             | Großvater kehrt heim (1)          | Journey in the Spring: Part 1 | 15. November 1976     | 6. Januar 1990       |
| 53           | 7             | Großvater kehrt heim (2)          | Journey in the Spring: Part 2 | 22. November 1976     | 7. Januar 1990       |
| 54           | 8             | Fred, der Ziegenbock              | Fred                          | 29. November 1976     | 20. April 1980       |
| 55           | 9             | Die ungleichen Brüder             | The Bully Boys                | 6. Dezember 1976      | 9. Dezember 1989     |
| 56           | 10            | Verletzt in der Wildnis           | The Hunters                   | 20. Dezember 1976     | 24. Juli 1994        |
| 57           | 11            | Wo sind die Kinder?               | Blizzard                      | 27. Dezember 1976     | 10. Dezember 1989    |
| 58           | 12            | Ich reite mit dem Wind            | I’ll Ride the Wind            | 10. Januar 1977       | 27. April 1980       |
| 59           | 13            | Die Epidemie                      | Quarantine                    | 17. Januar 1977       | 16. Dezember 1989    |
| 60           | 14            | Die Theateraufführung             | Little Women                  | 24. Januar 1977       | 17. Dezember 1989    |
| 61           | 15            | Indianerfreunde                   | Injun Kid                     | 31. Januar 1977       | 23. Dezember 1989    |
| 62           | 16            | Die Bedrohung (1)                 | To Live with Fear: Part 1     | 14. Februar 1977      | 4. Mai 1980          |
| 63           | 17            | Die Bedrohung (2)                 | To Live with Fear: Part 2     | 21. Februar 1977      | 11. Mai 1980         |
| 64           | 18            | Solomons Weisheit                 | The Wisdom of Solomon         | 7. März 1977          | 30. Dezember 1989    |
| 65           | 19            | Die Spieluhr                      | The Music Box                 | 14. März 1977         | 25. März 1990        |
| 66           | 20            | Klassensprecherwahl               | The Election                  | 21. März 1977         | 13. Januar 1990      |
| 67           | 21            | Goldsucher unterwegs (1)          | Gold Country: Part 1          | 4. April 1977         | 4. August 1994       |
| 68           | 22            | Goldsucher unterwegs (2)          | Gold Country: Part 2          | 4. April 1977         | 5. August 1994       |

## Staffel 4
| Nr. (gesamt) | Nr. (Staffel) | Deutscher Titel           | Originaltitel                            | Erstausstrahlung (US) | Erstausstrahlung (D) |
| ------------ | ------------- | ------------------------- | ---------------------------------------- | --------------------- | -------------------- |
| 69           | 1             | Neue Gesichter            | Castoffs                                 | 12. September 1977    | 26. Mai 1980         |
| 70           | 2             | Die Zeiten ändern sich    | Times of Change                          | 19. September 1977    | 1. Juni 1980         |
| 71           | 3             | Der Badeunfall            | My Ellen                                 | 26. September 1977    | 14. Januar 1990      |
| 72           | 4             | Ein unerwarteter Helfer   | The Handyman                             | 3. Oktober 1977       | 20. Januar 1990      |
| 73           | 5             | Ein Welpe für Andy        | The Wolves                               | 17. Oktober 1977      | 21. Januar 1990      |
| 74           | 6             | Der Dieb von Walnut Grove | The Creeper of Walnut Grove              | 24. Oktober 1977      | 8. Juni 1980         |
| 75           | 7             | Arzt oder Farmer?         | To Run and Hide                          | 31. Oktober 1977      | 27. Januar 1990      |
| 76           | 8             | Die Kopfgeldjäger         | The Aftermath                            | 7. November 1977      | 28. Januar 1990      |
| 77           | 9             | Ein hoher Preis           | The High Cost of Being Right             | 14. November 1977     | 3. Februar 1990      |
| 78           | 10            | Der Preisboxer            | The Fighter                              | 21. November 1977     | 21. August 1994      |
| 79           | 11            | Das Volksfest             | Meet Me at the Fair                      | 28. November 1977     | 15. Juni 1980        |
| 80           | 12            | Ein Hoch auf die Bräute   | Here Come the Brides                     | 5. Dezember 1977      | 29. Juni 1980        |
| 81           | 13            | Flucht in die Freiheit    | Freedom Flight                           | 12. Dezember 1977     | 4. Februar 1990      |
| 82           | 14            | Rivalinnen                | The Rivals                               | 9. Januar 1978        | 10. Februar 1990     |
| 83           | 15            | Mary geht ihren Weg       | Whisper Country                          | 16. Januar 1978       | 11. Februar 1990     |
| 84           | 16            | Erinnerungen              | I Remember, I Remember                   | 23. Januar 1978       | 18. Februar 1990     |
| 85           | 17            | Zwei Mütter für ein Baby  | Be My Friend                             | 30. Januar 1978       | 28. August 1994      |
| 86           | 18            | Die Erbschaft             | The Inheritance                          | 6. Februar 1978       | 4. April 1982        |
| 87           | 19            | Glückliches Landleben     | The Stranger                             | 20. Februar 1978      | 24. Februar 1990     |
| 88           | 20            | Das schönste Geschenk     | A Most Precious Gift                     | 27. Februar 1978      | 11. April 1982       |
| 89           | 21            | Mary (1)                  | I’ll Be Waving as You Drive Away: Part 1 | 6. März 1978          | 18. April 1982       |
| 90           | 22            | Mary (2)                  | I’ll Be Waving as You Drive Away: Part 2 | 13. März 1978         | 25. April 1982       |

## Staffel 5
| Nr. (gesamt) | Nr. (Staffel) | Deutscher Titel                 | Originaltitel                      | Erstausstrahlung (US) | Erstausstrahlung (D) |
| ------------ | ------------- | ------------------------------- | ---------------------------------- | --------------------- | -------------------- |
| 91           | 1             | Die Stadt (1)                   | As Long as We’re Together: Part 1  | 11. September 1978    | 2. Mai 1982          |
| 92           | 2             | Die Stadt (2)                   | As Long as We’re Together: Part 2  | 18. September 1978    | 9. Mai 1982          |
| 93           | 3             | Der beste Spieler               | The Winoka Warriors                | 25. September 1978    | 25. Februar 1990     |
| 94           | 4             | Der dicke Mann                  | The Man Inside                     | 2. Oktober 1978       | 16. Mai 1982         |
| 95           | 5             | Heimweh (1)                     | There’s No Place Like Home: Part 1 | 9. Oktober 1978       | 23. Mai 1982         |
| 96           | 6             | Heimweh (2)                     | There’s No Place Like Home: Part 2 | 16. Oktober 1978      | 30. Mai 1982         |
| 97           | 7             | Mein Kälbchen Fagin             | Fagin                              | 23. Oktober 1978      | 13. Juni 1982        |
| 98           | 8             | Harriets Klatschzeitung         | Harriet’s Happenings               | 30. Oktober 1978      | 3. März 1990         |
| 99           | 9             | Die Hochzeit                    | The Wedding                        | 6. November 1978      | 23. Oktober 1983     |
| 100          | 10            | Väter und Söhne                 | Men Will Be Boys                   | 13. November 1978     | 20. Juni 1982        |
| 101          | 11            | Schummeleien                    | The Cheaters                       | 20. November 1978     | 4. Juli 1982         |
| 102          | 12            | Die Reise nach Walnut Grove (1) | Blind Journey: Part 1              | 27. November 1978     | 30. Oktober 1983     |
| 103          | 13            | Die Reise nach Walnut Grove (2) | Blind Journey: Part 2              | 4. Dezember 1978      | 6. November 1983     |
| 104          | 14            | Die Märchenschwester            | The Godsister                      | 18. Dezember 1978     | 18. September 1994   |
| 105          | 15            | Der Kunsttischler               | The Craftsman                      | 8. Januar 1979        | 3. März 1990         |
| 106          | 16            | Der kleine Schwindler           | Blind Man’s Bluff                  | 15. Januar 1979       | 10. März 1990        |
| 107          | 17            | Tobys Romanze                   | Dance with Me                      | 22. Januar 1979       | 13. November 1983    |
| 108          | 18            | Kinderstimmen                   | The Sound of Children              | 5. Februar 1979       | 11. März 1990        |
| 109          | 19            | Das Seeungeheuer                | The Lake Kezia Monster             | 12. Februar 1979      | 11. Juli 1982        |
| 110          | 20            | Spätes Geständnis               | Barn Burner                        | 19. Februar 1979      | 17. März 1990        |
| 111          | 21            | Licht und Schatten              | The Enchanted Cottage              | 26. Februar 1979      | 18. März 1990        |
| 112          | 22            | Ein kleines bisschen Liebe      | Someone Please Love Me             | 5. März 1979          | 24. März 1990        |
| 113          | 23            | Die Seuche                      | Mortal Mission                     | 12. März 1979         | 31. März 1990        |
| 114          | 24            | Die Reise ans Meer              | The Odyssey                        | 19. März 1979         | 30. September 1994   |

## Staffel 6
| Nr. (gesamt) | Nr. (Staffel) | Deutscher Titel                        | Originaltitel                        | Erstausstrahlung (US) | Erstausstrahlung (D) |
| ------------ | ------------- | -------------------------------------- | ------------------------------------ | --------------------- | -------------------- |
| 115          | 1             | Schulanfang (1)                        | Back to School: Part 1               | 17. September 1979    | 20. November 1983    |
| 116          | 2             | Schulanfang (2)                        | Back to School: Part 2               | 24. September 1979    | 27. November 1983    |
| 117          | 3             | Der Stammbaum                          | The Family Tree                      | 1. Oktober 1979       | 7. April 1990        |
| 118          | 4             | Das dritte Wunder                      | The Third Miracle                    | 8. Oktober 1979       | 12. Mai 1990         |
| 119          | 5             | Annabelle                              | Annabelle                            | 15. Oktober 1979      | 5. Mai 1990          |
| 120          | 6             | Kirchliche Trauung                     | The Preacher Takes a Wife            | 22. Oktober 1979      | 9. Juni 1990         |
| 121          | 7             | Alberts Indianertraum                  | The Halloween Dream                  | 29. Oktober 1979      | 12. Oktober 1994     |
| 122          | 8             | Zeig mir den Weg                       | The Return of Mr. Edwards            | 5. November 1979      | 13. Oktober 1994     |
| 123          | 9             | Milos letzter Kampf                    | The King Is Dead                     | 12. November 1979     | 10. Juni 1990        |
| 124          | 10            | Der Wunderheiler                       | The Faith Healer                     | 19. November 1979     | 17. Oktober 1994     |
| 125          | 11            | Der Großvater                          | Author! Author!                      | 26. November 1979     | 4. Dezember 1983     |
| 126          | 12            | Falsch verbunden                       | Crossed Connections                  | 10. Dezember 1979     | 11. Dezember 1983    |
| 127          | 13            | Die gestohlene Uhr                     | The Angry Heart                      | 17. Dezember 1979     | 20. Oktober 1994     |
| 128          | 14            | Der Werwolf von Walnut Grove           | The Werewolf of Walnut Grove         | 7. Januar 1980        | 18. Dezember 1983    |
| 129          | 15            | Das verdorbene Klassentreffen          | Whatever Happened to the Class ’56   | 14. Januar 1980       | 24. Oktober 1994     |
| 130          | 16            | Der Überfall                           | Darkness Is My Friend                | 21. Januar 1980       | 23. Juni 1990        |
| 131          | 17            | Freundschaft ohne Worte                | Silent Promises                      | 28. Januar 1980       | 24. Juni 1990        |
| 132          | 18            | Die Feuersbrunst (1)                   | May We Make Them Proud: Part 1       | 4. Februar 1980       | 7. Januar 1984       |
| 133          | 19            | Die Feuersbrunst (2)                   | May We Make Them Proud: Part 2       | 4. Februar 1980       | 21. Januar 1984      |
| 134          | 20            | Almanzos Bruder                        | Wilder and Wilder                    | 11. Februar 1980      | 28. Januar 1984      |
| 135          | 21            | Mr. Olesons zweiter Frühling           | Second Spring                        | 18. Februar 1980      | 4. Februar 1984      |
| 136          | 22            | Mit 16 fängt das Leben an              | Sweet Sixteen                        | 25. Februar 1980      | 11. Februar 1984     |
| 137          | 23            | Er liebt mich, er liebt mich nicht (1) | He Loves Me, He Loves Me Not: Part 1 | 5. Mai 1980           | 18. Februar 1984     |
| 138          | 24            | Er liebt mich, er liebt mich nicht (2) | He Loves Me, He Loves Me Not: Part 2 | 12. Mai 1980          | 25. Februar 1984     |

## Staffel 7
| Nr. (gesamt) | Nr. (Staffel) | Deutscher Titel             | Originaltitel                 | Erstausstrahlung (US) | Erstausstrahlung (D) |
| ------------ | ------------- | --------------------------- | ----------------------------- | --------------------- | -------------------- |
| 139          | 1             | Laura und Almanzo (1)       | Laura Ingalls Wilder: Part 1  | 22. September 1980    | 14. September 1985   |
| 140          | 2             | Laura und Almanzo (2)       | Laura Ingalls Wilder: Part 2  | 29. September 1980    | 21. September 1985   |
| 141          | 3             | Hilfssheriff wider Willen   | A New Beginning               | 6. Oktober 1980       | 30. Juni 1990        |
| 142          | 4             | Der Football-Trainer        | Fight Team Fight!             | 13. Oktober 1980      | 1. Juli 1990         |
| 143          | 5             | Der stumme Schrei           | The Silent Cry                | 20. Oktober 1980      | 28. September 1985   |
| 144          | 6             | Die blinde Malerin          | Portrait of Love              | 27. Oktober 1980      | 7. Juli 1990         |
| 145          | 7             | Lauras Eifersucht           | Divorce, Walnut Grove Style   | 10. November 1980     | 5. Oktober 1985      |
| 146          | 8             | Brieffreunde                | Dearest Albert, I’ll Miss You | 17. November 1980     | 8. Juli 1990         |
| 147          | 9             | Der Zweikampf               | The In-Laws                   | 24. November 1980     | 12. Oktober 1985     |
| 148          | 10            | Das Licht des Himmels (1)   | To See the Light: Part 1      | 1. Dezember 1980      | 19. Oktober 1985     |
| 149          | 11            | Das Licht des Himmels (2)   | To See the Light: Part 2      | 8. Dezember 1980      | 26. Oktober 1985     |
| 150          | 12            | Aufstand der Frauen         | Oleson vs Oleson              | 5. Januar 1981        | 14. Juli 1990        |
| 151          | 13            | Nellies Baby                | Come Let Us Reason Together   | 12. Januar 1981       | 14. April 1990       |
| 152          | 14            | Die Neffen                  | The Nephews                   | 19. Januar 1981       | 16. April 1990       |
| 153          | 15            | Ein Lied für Hester Sue     | Make a Joyful Noise           | 26. Januar 1981       | 21. April 1990       |
| 154          | 16            | Auf Wiedersehn, Mrs. Wilder | Goodbye, Mrs Wilder           | 2. Februar 1981       | 2. November 1985     |
| 155          | 17            | Sylvia (1)                  | Sylvia: Part 1                | 9. Februar 1981       | 1. Dezember 1994     |
| 156          | 18            | Sylvia (2)                  | Sylvia: Part 2                | 16. Februar 1981      | 2. Dezember 1994     |
| 157          | 19            | Adam in Not                 | Blind Justice                 | 23. Februar 1981      | 9. November 1985     |
| 158          | 20            | Die zweite Hochzeit         | I Do, Again                   | 2. März 1981          | 21. Juli 1990        |
| 159          | 21            | Die Waisenkinder (1)        | The Lost Ones: Part 1         | 4. Mai 1981           | 16. November 1985    |
| 160          | 22            | Die Waisenkinder (2)        | The Lost Ones: Part 2         | 11. Mai 1981          | 23. November 1985    |

## Staffel 8
| Nr. (gesamt) | Nr. (Staffel) | Deutscher Titel               | Originaltitel                            | Erstausstrahlung (US) | Erstausstrahlung (D) |
| ------------ | ------------- | ----------------------------- | ---------------------------------------- | --------------------- | -------------------- |
| 161          | 1             | Die neue Nellie (1)           | The Reincarnation of Nellie: Part 1      | 5. Oktober 1981       | 30. November 1985    |
| 162          | 2             | Die neue Nellie (2)           | The Reincarnation of Nellie: Part 2      | 12. Oktober 1981      | 7. Dezember 1985     |
| 163          | 3             | Kein Platz für James?         | Growin’ Pains                            | 9. Oktober 1981       | 14. Dezember 1985    |
| 164          | 4             | Der schwarze Gelehrte         | Dark Sage                                | 26. Oktober 1981      | 22. Juli 1990        |
| 165          | 5             | Die Bildungsreise             | A Wiser Heart                            | 2. November 1981      | 28. Juli 1990        |
| 166          | 6             | Der große Gambini             | Gambini the Great                        | 9. November 1981      | 29. Juli 1990        |
| 167          | 7             | Die Möchtegern-Ganoven        | The Legend of Black Jake                 | 16. November 1981     | 15. Juli 1990        |
| 168          | 8             | Chicago                       | Chicago                                  | 23. November 1981     | 20. Dezember 1994    |
| 169          | 9             | Aus Liebe zu Nancy            | For the Love of Nancy                    | 30. November 1981     | 21. Dezember 1994    |
| 170          | 10            | Die Restaurantkette           | Wave of the Future                       | 7. Dezember 1981      | 22. Dezember 1994    |
| 171          | 11            | Eine unvergessliche Weihnacht | A Christmas They Never Forgot            | 21. Dezember 1981     | 23. Dezember 1994    |
| 172          | 12            | Ein echter Freund             | No Beast So Fierce                       | 4. Januar 1982        | 21. Dezember 1985    |
| 173          | 13            | Lauras Obstgarten             | Stone Soup                               | 18. Januar 1982       | 28. Dezember 1994    |
| 174          | 14            | Ein neuer Beruf               | The Legacy                               | 25. Januar 1982       | 29. Dezember 1994    |
| 175          | 15            | Der reiche Onkel              | Uncle Jed                                | 1. Februar 1982       | 28. Dezember 1985    |
| 176          | 16            | Ein zweiter Versuch           | Second Chance                            | 8. Februar 1982       | 2. Januar 1995       |
| 177          | 17            | Vom Schicksal gebeutelt (1)   | Days of Sunshine, Days of Shadow: Part 1 | 15. Februar 1982      | 3. Januar 1995       |
| 178          | 18            | Vom Schicksal gebeutelt (2)   | Days of Sunshine, Days of Shadow: Part 2 | 22. Februar 1982      | 4. Januar 1995       |
| 179          | 19            | Der Patenonkel                | A Promise to Keep                        | 1. März 1982          | 5. Januar 1995       |
| 180          | 20            | Ein Hilferuf aus der Ferne    | A Faraway Cry                            | 8. März 1982          | 9. Januar 1995       |
| 181          | 21            | Warten auf ein Wunder (1)     | He Was Only Twelve: Part 1               | 3. Mai 1982           | 10. Januar 1995      |
| 182          | 22            | Warten auf ein Wunder (2)     | He Was Only Twelve: Part 2               | 10. Mai 1982          | 11. Januar 1995      |

## Staffel 9
| Nr. (gesamt) | Nr. (Staffel) | Deutscher Titel                      | Originaltitel              | Erstausstrahlung (US) | Erstausstrahlung (D) |
| ------------ | ------------- | ------------------------------------ | -------------------------- | --------------------- | -------------------- |
| 183          | 1             | Veränderte Zeiten (1)                | Times Are Changing: Part 1 | 27. September 1982    | 12. Januar 1995      |
| 184          | 2             | Veränderte Zeiten (2)                | Times Are Changing: Part 2 | 4. Oktober 1982       | 13. Januar 1995      |
| 185          | 3             | Bürgermeisterwahl                    | Welcome to Olesonville     | 11. Oktober 1982      | 16. Januar 1995      |
| 186          | 4             | Ein Mann fühlt sich schuldig         | Rage                       | 18. Oktober 1982      | 17. Januar 1995      |
| 187          | 5             | Ein kleiner, großer Mann             | Little Lou                 | 25. Oktober 1982      | 18. Januar 1995      |
| 188          | 6             | Der wilde Junge (1)                  | The Wild Boy: Part 1       | 1. November 1982      | 19. Januar 1995      |
| 189          | 7             | Der wilde Junge (2)                  | The Wild Boy: Part 2       | 8. November 1982      | 20. Januar 1995      |
| 190          | 8             | Nellie und Nancy                     | The Return of Nellie       | 15. November 1982     | 23. Januar 1995      |
| 191          | 9             | Die Eisenbahn                        | The Empire Builders        | 22. November 1982     | 24. Januar 1995      |
| 192          | 10            | Edwards späte Liebe                  | Love                       | 29. November 1982     | 25. Januar 1995      |
| 193          | 11            | Eine Überraschung für Reverend Alden | Alden’s Dilemma            | 6. Dezember 1982      | 26. Januar 1995      |
| 194          | 12            | Doktor Marvins letzter Patient       | Marvin’s Garden            | 3. Januar 1983        | 27. Januar 1995      |
| 195          | 13            | Der Patriarch                        | Sins of the Fathers        | 10. Januar 1983       | 30. Januar 1995      |
| 196          | 14            | Räuber sein ist schwer               | The Older Brothers         | 17. Januar 1983       | 31. Januar 1995      |
| 197          | 15            | Der Autoren-Wettbewerb               | Once Upon a Time           | 24. Januar 1983       | 1. Februar 1995      |
| 198          | 16            | Gift für den Körper (1)              | Home Again: Part 1         | 7. Februar 1983       | 3. Februar 1995      |
| 199          | 17            | Gift für den Körper (2)              | Home Again: Part 2         | 7. Februar 1983       | 6. Februar 1995      |
| 200          | 18            | Kind ohne Namen                      | A Child With No Name       | 14. Februar 1983      | 2. Februar 1995      |
| 201          | 19            | Der letzte Sommer                    | The Last Summer            | 21. Februar 1983      | 7. Februar 1995      |
| 202          | 20            | Universität oder Hochzeit            | May I Have This Dance?     | 7. März 1983          | 9. Februar 1995      |
| 203          | 21            | Ein ganz besonderes Mädchen          | For the Love of Blanche    | 14. März 1983         | 8. Februar 1995      |
| 204          | 22            | Neuankömmlinge                       | Hello and Goodbye          | 21. März 1983         | 10. Februar 1995     |

## Staffel 10 (TV-Filme)
| Nr. (gesamt) | Nr. (Staffel) | Deutscher Titel               | Originaltitel                       | Erstausstrahlung (US) | Erstausstrahlung (D) |
| ------------ | ------------- | ----------------------------- | ----------------------------------- | --------------------- | -------------------- |
| 1            | 1             | Alberts Wille (1)             | Look Back to Yesterday: Part 1      | 12. Dezember 1983     | 13. Februar 1995     |
| 2            | 2             | Alberts Wille (2)             | Look Back to Yesterday: Part 2      | 12. Dezember 1983     | 14. Februar 1995     |
| 3            | 3             | Das Ende von Walnut Grove (1) | The Last Farewell: Part 1           | 2. Februar 1984       | 17. Februar 1995     |
| 4            | 4             | Das Ende von Walnut Grove (2) | The Last Farewell: Part 2           | 2. Februar 1984       | 20. Februar 1995     |
| 5            | 5             | Wo ist Rose? (1)              | Bless All the Dear Children: Part 1 | 17. Dezember 1984     | 15. Februar 1995     |
| 6            | 6             | Wo ist Rose? (2)              | Bless All the Dear Children: Part 2 | 17. Dezember 1984     | 16. Februar 1995     |

Diese TV-Filme wurden auch als Langfolgen ausgestrahlt.